# Jevgenyij Vlagyimirovics Szalej
Jevgenyij Vlagyimirovics Szalej (oroszul: Евге́ний Влади́мирович Сале́й) (Tavda, Szverdlovszki terület, 1950. január 1. –) szovjet/orosz katonai pilóta, űrhajós.

## Életpálya
A középiskola elvégzése után 1967-ben katonai pilótának jelentkezett. 1971-ben avatták főhadnagy  pilóta-mérnök tisztté. A szovjet légierő kötelékében Lengyelországban pilótaoktatóként szolgált. Egyre magasabb beosztásokba került (első pilóta, századparancsnok, ezredparancsnok-helyettes, parancsnok). 1976. augusztus 23-tól a légierő által létrehozott űrhajós csoport tagja, berepülőpilóta. Berepülőpilótaként több katonai repülőgép (MiG–23, MiG–25, MiG–27, Szu–15, Tu–22,  Jak–28), valamit szállító repülőgép (Tu–134, Tu–154) pilótája volt. 1981–1984 között a központi  űrhajóskiképzés résztvevője. 1987. október 1-jén a megszigorított orvosi követelmények miatt kikerült az űrhajósok csoportjából. Visszatérve a légierőbe egy repülőszázad navigátor-pilótája lett. 1989 májusától a szovjet katonai sportszövetség (DOSZAAF) központi klubjában a repülősportok felelős vezetője volt. 1994 szeptemberében Üzbegisztánba vezényelték egy repülőezred parancsnokának. 1996-ban került nyugállományba.

## Tartalék személyzet
Szojuz T–14 – tartalékpilóta, az űrhajó a 9. expedíciót szállította a Szaljut–7 űrállomásra,